# جيوفاني باتيستا بيرغوليزي

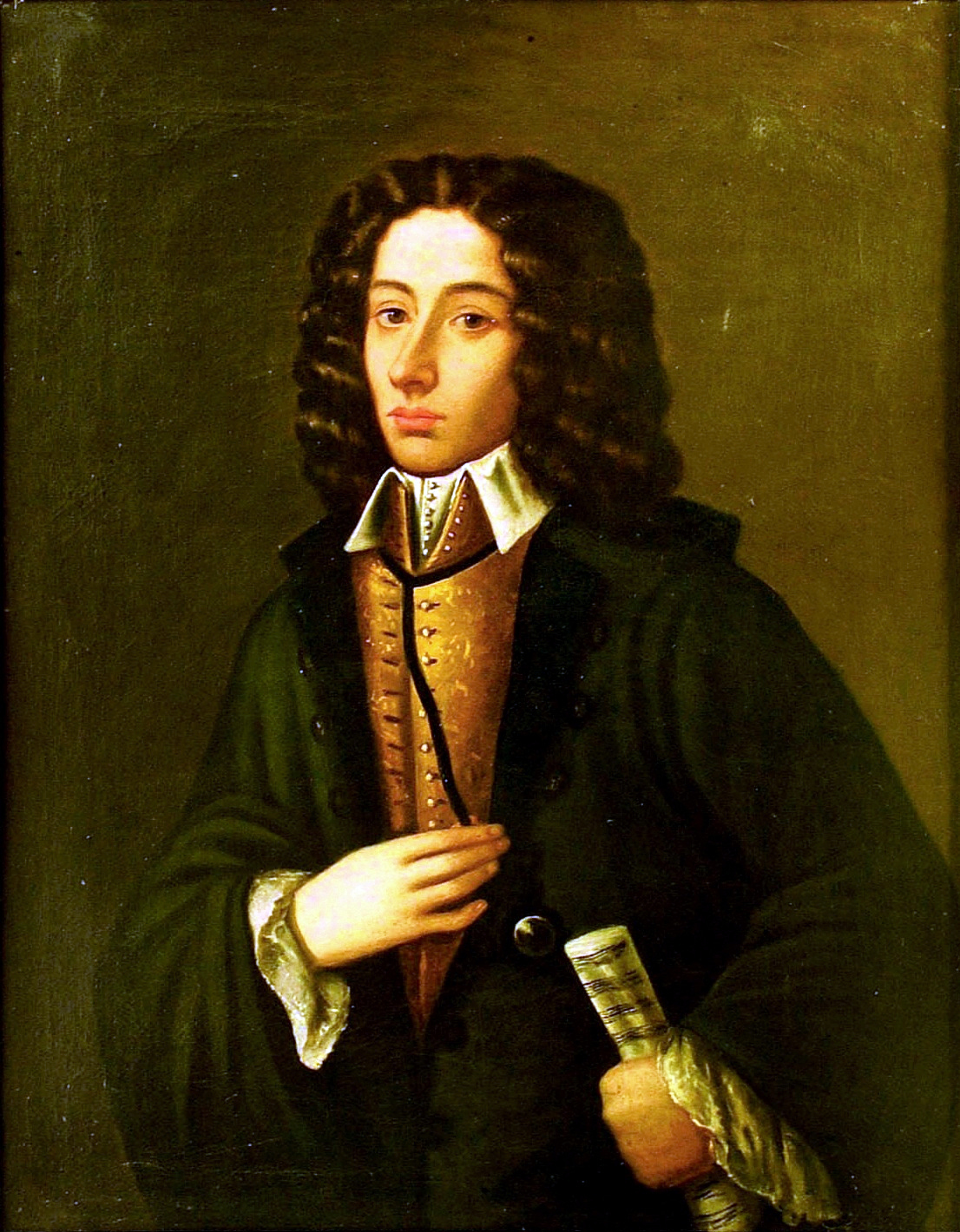
جيوفاني باتيستا بيرغوليزي

جيوفاني باتيستا بيرغوليزي  من الإيطالية (Giovanni Battista Pergolesi) وتلفظ  دجيوڤانّي باتيستا پيرچيلوزي هو ملحن إيطالي. ولد في الرابع من كانون الثاني (يناير) العام 1710 في ييزي في مقاطعة أنكونا وتوفي في السابع عشر من آذار (مارس) عام 1736 في مدينة بوتسوولي في مقاطعة نابولي.
توفي يافعًا عن ستة وعشرون عامًا.

## حياته
يشتق اسمه من مدينة برغولا حيث جذور عائلته. موهوبًا منذ طفولته، أرسله والداه إلى كونسرفاتوار (Poveri di Gesù Cristo) الذائع الصيت في نابولي حيث تتلمذ على فرانشيسكو دورانتي. ذاع صيته بعدما نشر أطروحته لشهادة الكونسرفاتوار (Conversatione di San Guglielmo d'Acquittana) عام 1731.
رغم أنه فقط مؤلف موسيقي حقق نجاحا متواضعا أثناء حياته القصيرة جدا، نجح بيرجوليزي في كتابة عملين حققا له ليس فقط شهرة بعد الوفاة لكن أثرت بشدة على اتجاه الموسيقى الغنائية في القرن الثامن عشر. العمل الأول الخادمة كسيدة كان مثالا مبكرا على الأوبرا الكوميدية أو الهزلية حيث رسمت الشخصيات من الحياة اليومية. عمل بيرجوليزي أساسا في نابولي وهي مركز أوبرالي أساسي حيث تطور أسلوب أكد على جمال ومهارة الصوت الصولو غالبا على حساب الوحدة الدرامية. «الخادمة كسيدة» وهي فاصل قصير (إنترمتزو) عرض بين فصول الأوبرا الجادة لبيرجوليزي بعنوان «السجين المغرور» قدمت نبرة طبيعية أكثر، لكن سمعتها جاءت بعد وفاة المؤلف، حين جاء عرض في باريس سنة 1752 حرض على جدال نظري غاضب بشأن المزايا على التوالي للأوبرا الجادة لبيرجوليزي مقابل الأوبرا الفرنسية الأكثر رسمية والجدية.
العمل الثاني لحن لستابات ماتر لصوتين صولو والوتريات، كانوا ريادة لأسلوب الموسيقى الكنسية التي جمعت بين المباشرة العاطفية مع التعبير والأنيق والرشيق. هنا مثلما في عمله الأوبرالي، لخص بيرجوليزي ميلا تقدميا ناصره الفيلسوف جان جاك روسو الذي وصف افتتاحية الستابات ماتر بأنها «الأكثر كمالا وتأثيرا التي جاءت من قلم أي موسيقي».

## أعماله
- الخادمة السيدة
- الستابات ماتر

## وصلات خارجية
- جيوفاني باتيستا بيرغوليزي على موقع IMDb (الإنجليزية)
- جيوفاني باتيستا بيرغوليزي على موقع الموسوعة البريطانية (الإنجليزية)
- جيوفاني باتيستا بيرغوليزي على موقع ألو سيني (الفرنسية)
- جيوفاني باتيستا بيرغوليزي على موقع ميوزك برينز (الإنجليزية)
- جيوفاني باتيستا بيرغوليزي على موقع أول موفي (الإنجليزية)
- جيوفاني باتيستا بيرغوليزي على موقع قاعدة بيانات برودواي على الإنترنت (الإنجليزية)
- جيوفاني باتيستا بيرغوليزي على موقع قاعدة بيانات الأفلام السويدية (السويدية)
- جيوفاني باتيستا بيرغوليزي على موقع إن إن دي بي (الإنجليزية)
- جيوفاني باتيستا بيرغوليزي على موقع أول ميوزيك (الإنجليزية)
- جيوفاني باتيستا بيرغوليزي على موقع ديسكوغز (الإنجليزية)

1. ↑  ميوزك برينز (بالإنجليزية), MetaBrainz Foundation, QID:Q14005
2. ↑  The Rough Guide to Classical Music